# هرب رید
هرب رید (انگلیسی: Herb Reed؛ ۷ اوت ۱۹۲۸ – ۴ ژوئن ۲۰۱۲) یک خواننده اهل ایالات متحده آمریکا بود.